# Causas de la Segunda Guerra Mundial

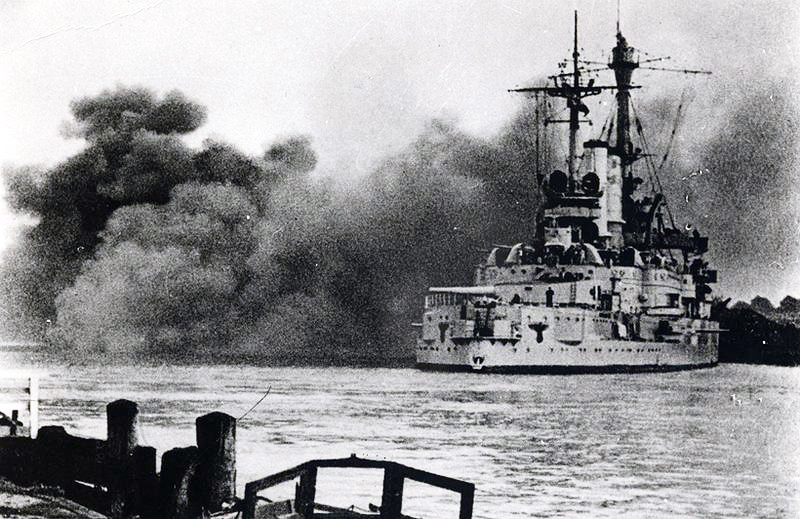
El buque alemán SMS Schleswig-Holstein atacando la península de Westerplatte en septiembre de 1939. Este buque tiene acreditado haber realizado los primeros disparos de la Segunda Guerra Mundial.

Las causas de la Segunda Guerra Mundial dependen del rango temporal que se aplique. A largo plazo, las causas se encuentran en las condiciones que existían antes de la Primera Guerra Mundial, antecedentes que son vistos como preámbulo de ambas guerras mundiales. Los partidarios de este punto de vista,  parafrasean a Carl von Clausewitz al decir: «la Segunda Guerra Mundial fue la continuación de la Primera Guerra Mundial»; las guerras mundiales se esperaban incluso antes de la llegada al poder de Mussolini, Hitler y la invasión japonesa de China. Entre las causas más a corto plazo de la Segunda Guerra Mundial se puede mencionar el ascenso del fascismo italiano en la década de 1920, el militarismo japonés y sus invasiones a China en la década de 1930 y en especial la toma del poder político por Adolf Hitler y el Partido Nazi en Alemania en 1933, a lo que siguió una agresiva política exterior. El detonante del conflicto fue la declaración de guerra de Reino Unido y Francia a la Alemania nazi el 3 de septiembre de 1939, tras la invasión alemana de Polonia del día 1 de septiembre de aquel año. 
En el periodo de entreguerras se había desarrollado en Alemania un fuerte espíritu revanchista tras la imposición del tratado de Versalles, que significó la aceptación de la derrota del país en la Primera Guerra Mundial. Los términos abusivos del tratado, que incluían la desmilitarización de Renania, la prohibición de unificarse con Austria o los Sudetes, la pérdida de territorios de habla alemana como Danzig, zonas bajo dominio histórico del Reino de Prusia o Eupen-Malmedy, las limitaciones en el ejército (Reichswehr), que quedó reducido a una fuerza militar simbólica y la cláusula que hacía responsable a Alemania de la guerra y con ella la obligación de pagar pesados tributos en forma de reparaciones de guerra hundió a la nación germana, especialmente tras la Gran Depresión. A ello se unió la inestabilidad del sistema político de la República de Weimar, ya que numerosos sectores políticos rechazaban su legitimidad. El ascenso al poder de Adolf Hitler en 1933 fue posible gracias a que el movimiento nazi supo capitalizar las quejas de la sociedad alemana y en función de su ideología comenzaron sus ambiciosas demandas que incluían el pangermanismo, la adquisición del «espacio vital» o lebensraum mediante la conquista de territorios del este de Europa y la eliminación del movimiento comunista alemán e internacional.
Las tensiones ideológicas en Europa fueron creciendo y la inestabilidad del orden surgido de la guerra anterior fue en aumento. Italia reclamó y luego conquistó Etiopía en 1935, Japón creó un Estado títere en Manchuria en 1931, que fue ampliando con su invasión de China desde 1937 y Alemania burló las limitaciones impuestas en el tratado de Versalles, comenzó en secreto su rearme, militarizó la región del Rin en 1936, se unió con Austria en marzo de 1938 y anexionó los Sudetes en octubre de 1938. Todos estos agresivos movimientos tuvieron una débil respuesta de la Sociedad de Naciones y la antigua Entente, que optó por una política de apaciguamiento. De hecho, tras la Conferencia de Múnich donde se había permitido a Alemania la anexión de los Sudetes, el primer ministro británico diría que el acuerdo aseguraba «la paz para nuestro tiempo». Hitler sin embargo no cesó en sus ambiciones territoriales, Reino Unido y Francia pasaron a una política de disuasión, aunque con su política de no intervención no hicieron nada por evitar que otros países como España tras su guerra civil, pasaran a la órbita de Alemania e Italia. 
Los nazis pusieron su atención en el «corredor polaco» durante el verano de 1939, Francia y Gran Bretaña se comprometieron a ayudar a Polonia en caso de guerra. Los nazis se aseguraron evitar una guerra con la URSS gracias a la firma de un pacto de no agresión, llamado Pacto Ribbentrop-Mólotov, apenas una semana antes de la invasión. Previamente la URSS había intentado establecer una alianza con Reino Unido y Francia contra Alemania, pero estas lo habían rechazado.
Finalmente, Polonia fue invadida por Alemania el 1 de septiembre de 1939 y los aliados declararon la guerra a Alemania el día 3. En cumplimiento del Protocolo adicional secreto del Pacto Ribbentrop-Mólotov,  el 17 de septiembre de 1939 la Unión Soviética invadía Polonia. El 22 de junio de 1941, Alemania nazi invadía la URSS. Estados Unidos se uniría al macroconflicto tras el ataque japonés sobre Pearl Harbor del 7 de diciembre de 1941. En Japón, la primera y la Segunda Guerra Mundial suelen ser estudiadas junto con la segunda guerra sino-japonesa o incluso con eventos anteriores; desde este punto de vista, el detonante de la guerra en Asia habría sido el Incidente del puente de Marco Polo en 1937 o el Incidente de Mukden en Manchuria.

## Causas de la guerra en Europa
La Segunda Guerra Mundial en Europa suele ser considerada como una continuación de la Primera Guerra Mundial ya que ésta dejó muchas disputas sin resolver. Sin embargo, el nazismo no solo se limitó a recuperar los territorios perdidos por el Imperio alemán en 1918, sino que también planeó anexar grandes extensiones de territorio en el este, destruyendo el bolchevismo en el proceso; e impulsó operaciones de «limpieza» racial, dentro de los territorios ocupados por la Alemania.
El fin de la Primera Guerra Mundial fue coronado con el Tratado de Versalles. En vista que los Aliados no habían entrado a Alemania todavía y la monarquía había sido depuesta, los líderes alemanes creyeron que su país tenía bases para negociar un tratado de paz que siguiera las de los Catorce Puntos del presidente Wilson. Esta esperanza no se vio realizada, y el Tratado de Versalles despojó al Imperio alemán de sus colonias y de territorio en el este y en el oeste. Esto generó resentimiento en el pueblo alemán, que empezó a considerar que los grupos políticos alemanes que participaron en la revolución de Noviembre, que había precipitado la caída de la monarquía y la firma del armisticio de Compiègne, eran los responsables de la crisis económica y política que siguió. Este sentimiento luego fue plasmado en la leyenda de la puñalada en la espalda; que fue utilizada por los militares alemanes para culpar a los socialistas, comunistas y judíos de la derrota alemana en la guerra.

Mapa de Europa en 1923, cuando las fronteras nacionales estaban definidas.

La Primera Guerra Mundial no solo modificó las fronteras alemanas ya que otros dos grandes imperios, el austrohúngaro y el ruso, también sufrieron enormes pérdidas territoriales. Austria y Hungría fueron separadas, y sus posesiones al norte y al sur de Europa fueron reorganizadas bajo la forma de dos nuevas naciones: Checoslovaquia y Yugoslavia. En el este, la Rusia bolchevique perdió el control de los países bálticos y tuvo que hacer frente a una sangrienta guerra civil. Del Tratado de Versalles surgieron entonces once nuevos Estados, que debían servir como barreras contra la expansión germana y soviética.
Más dramático fue el renacimiento de Polonia. Las esferas de influencia rusa y polaca chocaron en 1919, ya que cada bando intentó ocupar la mayor cantidad de territorio entre ellos, y se dio inicio a la guerra polaco-soviética. Polonia logró evitar ser derrotada en el último momento; y ambos bandos, exhaustos, cesaron las hostilidades. Sin embargo, tanto Alemania como la Unión Soviética continuaron deseando una revisión de los tratados de paz. Además, al igual que Checoslovaquia y Yugoslavia, Polonia contó con importantes minorías étnicas en sus territorios: alemanes, ucranianos, etc., que no se sentían representadas por sus gobiernos. Finalmente, estas minorías contribuirían en el desmembramiento de sus Estados.
Aunque la Triple Entente humilló a Alemania, la mayoría del territorio perdido era poco productivo; y el núcleo industrial alemán permaneció intacto. Este factor, sumado a su posición geográfica y el tamaño de su población, otorgó a la nación germana un gran potencial industrial. Explotando esto a su favor, los alemanes, en el futuro, buscarían recuperar lo perdido.

### El anticomunismo

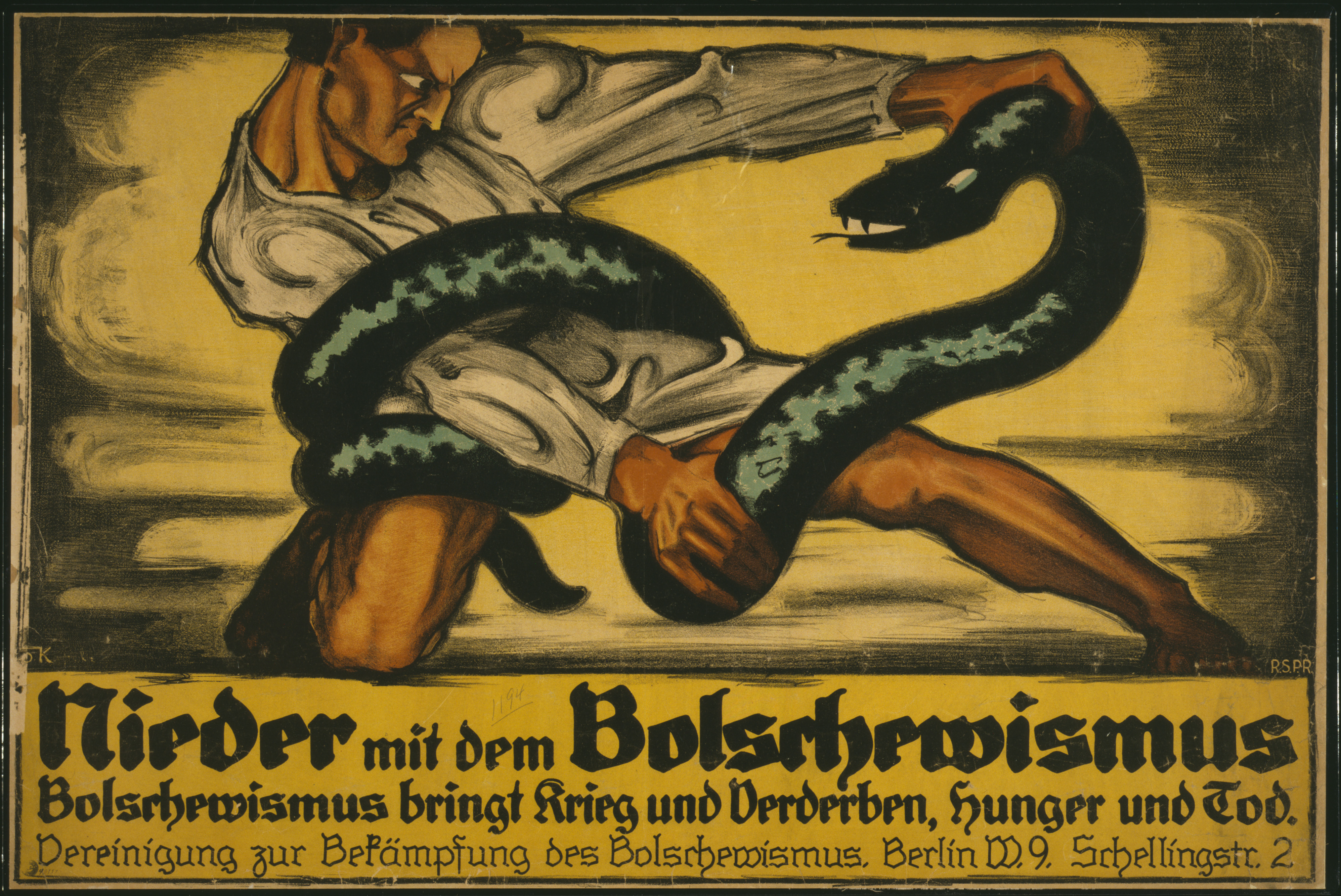
Cartel de propaganda anticomunista alemán de 1919. En el cartel se lee: Abajo el bolchevismo. El bolchevismo (representado como una serpiente) trae la guerra y la destrucción, el hambre y la muerte.

La toma del poder de los bolcheviques en Rusia desde la Revolución de Octubre en noviembre de 1917 y la mentalidad internacionalista del movimiento comunista tenían como objetivo acabar con el capitalismo en el mundo. Los bolcheviques apoyaron a los comunistas de muchos países y tras la Primera Guerra Mundial se establecieron regímenes políticos similares al ruso en Hungría, Baviera (Alemania), Azerbaiyán, Armenia y Georgia. Esto hizo que muchos europeos, especialmente las clases medias y la burguesía, temieran una violenta revolución comunista en sus propios países. La expansión soviética fue detenida a las puertas de Varsovia por el ejército de Polonia en el transcurso de la guerra polaco-soviética. De esta manera, desde 1920 se fueron estableciendo frente a las fronteras soviéticas estados anticomunistas. Sin embargo, esta alianza de países, conocida como la «Pequeña Entente», era inestable.
Tanto los fascistas italianos como los nazis alemanes surgieron en parte como una reacción a los levantamientos comunistas y de socialistas internacionalistas, ya que existía entre los nacionalistas el temor a la formación de un «imperio eslavo». Un éxito adicional fue el de los Freikorps, grupos paramilitares derechistas formados por veteranos voluntarios de la Primera Guerra Mundial, que aplastaron los levantamientos y la República Soviética de Baviera en 1919.  Muchos de estos veteranos se convirtieron en componente fundamental de las Sturmabteilung (SA) nazis, que hasta 1933 protagonizaron violentos enfrentamientos en las calles contra los grupos paramilitares del Partido Comunista de Alemania. La violencia callejera logró también que parte de la opinión pública «moderada» apostara por un gobierno fuertemente anticomunista que «consiguiera restaurar la estabilidad y el orden».

### La República de Weimar
La República de Weimar fue el nombre histórico que recibe el estado alemán durante el período de entreguerras. Fue una república parlamentaria donde el Canciller se desempeñaba como jefe de Gobierno. No obstante, si el Parlamento alemán resultaba incapaz de formar un gobierno, el Presidente podía designar uno. Este poder especial del Presidente jugaría un papel clave en los últimos años de la República y ayudaría a Hitler a subir al poder.
Esta república nació por accidente, no fue producto de un consenso entre todas las fuerzas políticas y las clases sociales alemanas. Los líderes socialdemócratas alemanes estaban estudiando la posibilidad de proclamar una monarquía constitucional cuando les llegó la noticia de que los izquierdistas, liderados por Rosa Luxemburgo y Karl Liebknecht, estaban a punto de proclamar una república soviética. El 9 de noviembre de 1918, de manera apresurada, proclamaron la República; pero luego tuvieron que cargar con la responsabilidad del Tratado de Versalles.

#### Inestabilidad política alemana

Desempeño de los principales partidos políticos alemanes en las elecciones parlamentarias. Desde 1930, la democracia parlamentaria alemana dejó de funcionar, debido a la gran cantidad de fuerzas políticas presentes en el Parlamento alemán.

No obstante, este acto de los socialdemócratas no calmó a la Liga Espartaquista, que insistía en crear un estado socialista. Para complicar las cosas, al regresar los veteranos de guerra a sus hogares, muchos de ellos se unieron a los Freikorps, grupos paramilitares de derecha. En las calles estallaron entonces enfrentamientos entre los grupos de derecha e izquierda. El Levantamiento de enero de 1919 del Partido Comunista de Alemania asustó a los dirigentes de la República, que ya habían forjado un pacto con el Ejército para prevenir la llegada del bolchevismo. De esta manera, apoyados por el gobierno y los militares, los Freikorps acabaron con el levantamiento armado izquierdista, y Luxemburg y Liebknecht fueron asesinados. Aunque a primera vista el Ejército había demostrado ser fiel a la República, esta impresión era errónea; un año después, el mismo oficial que comandó a las tropas que salvaron a la República de los espartaquistas, lideró el golpe de Kapp, un golpe de derecha cuyo objetivo era restaurar la monarquía. Aunque el golpe de Kapp fracasó, eventos posteriores demostrarían que el antirrepublicano Cuerpo de oficiales alemán era tan independiente del gobierno en sus acciones, que se había convertido en un "Estado dentro del Estado".
En 1923, luego de que Alemania se retrasara en el pago de las indemnizaciones de guerra, los franceses ocuparon el Ruhr, importante región industrial y minera. Después de que la resistencia pasiva fracasara, el gobierno alemán reinició los pagos, lo que ocasionó que la moneda alemana se devaluara drásticamente y que la clase media casi desapareciera. Como era de esperarse, la agitación política tomó las calles de nuevo; y en noviembre de ese año, el Partido Nacionalsocialista Obrero Alemán, apenas conocido fuera de Baviera, ejecutó un golpe de Estado en Múnich, que fue sofocado rápidamente. Este evento, casi usual en los primeros años de la República, hizo famoso a su líder, Adolf Hitler; y su partido, más conocido como el Partido Nazi, pasó a tener relevancia nacional.

#### El fracaso de la democracia y la Gran Depresión
Al finalizar la Primera Guerra Mundial, casi todas las pequeñas naciones de Europa oriental habían implementado sistemas democráticos. Sin embargo, al inicio de la Segunda Guerra Mundial, estos sistemas habían sido reemplazado por gobiernos autoritarios. La falta de experiencia democrática de estos pueblos, la presión de las minorías étnicas, el alto gasto militar y los conflictos religiosos fueron algunas de las razones que hicieron sucumbir a los gobiernos democráticos de Europa oriental. Igual de importante fue la indiferencia de las democracias occidentales a la constante interferencia de Alemania y la Unión Soviética en los asuntos de naciones que, en parte, habían ayudado a crear; finalmente, estas últimas terminaron sucumbiendo a la influencia germana.
La llegada de la Gran Depresión en 1929 catalizó el fin de la democracia en unos países, incluyendo a la República de Weimar. A inicios de ese año, la inestabilidad política de la república parecía ser cosa del pasado. Los socialdemócratas estaban recuperando los votos perdidos luego del Tratado de Versalles, y los nazis eran una pequeña minoría en el Parlamento. Por otro lado, Austria y Alemania estaban recibiendo préstamos estadounidenses que, junto con el comercio externo, constituían la principal fuerza motriz de su economía. Sin embargo, la llegada de la Gran Depresión motivó la suspensión de estos préstamos, y arrojó a las naciones germanas a una nueva crisis económica; miles de trabajadores fueron despedidos e importantes bancos empezaron a colapsar. La caída del comercio externo mundial, por motivo de la recesión, terminó por profundizar la catástrofe alemana. Los miles de desempleados, un 45 % de la población activa, fueron entonces suelo fértil para el discurso de Hitler.

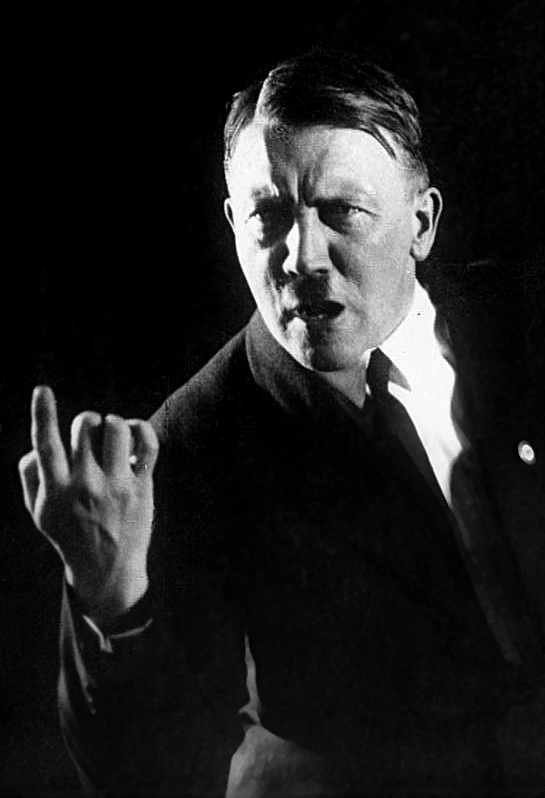
El discurso revolucionario de Hitler fue más exitoso durante la Gran Depresión.

En las elecciones parlamentarias de Alemania de 1930, los nazis consiguieron 107 asientos en el Parlamento, convirtiéndose en el partido más votado después de los socialdemócratas. En medio de la crisis, el pueblo alemán acudió a los partidos más radicales, ya que los comunistas también experimentaron una ganancia importante y se convirtieron en el tercer partido nacional. Con estos resultados, las fuerzas democráticas fueron incapaces de conseguir la mayoría parlamentaria necesaria para gobernar, y desde 1930, el presidente Paul von Hindenburg empezó a gobernar por decreto, seleccionando al canciller sin aprobación del Parlamento. En enero de 1933, el excanciller Franz von Papen logró convencer al senil Hindenburg que si nombraba canciller a Hitler, lograría acorralarlo. Hitler fue nombrado Canciller el 31 de enero de 1933, y en poco tiempo logró neutralizar a Papen y barrer los últimos vestigios de democracia, con la complicidad del Ejército, obteniendo la libertad necesaria para iniciar su programa político.
La Gran Depresión no solo desestabilizó el gobierno alemán, en Austria, el canciller Engelbert Dollfuss utilizó este escenario de catástrofe económica para ejecutar la "Ley habilitante económica para tiempos de guerra", promulgada en 1917, en plena Primera Guerra Mundial. Estando a punto de perder su mayoría parlamentaria, suspendió el Parlamento, aplicó la censura en la prensa, disolvió el poder judicial y prohibió a los partidos políticos opositores. Austria entró a una etapa llamada Austrofascismo, que acabaría con la democracia austríaca y facilitaría la entrada de este país a la esfera de influencia alemana.
El ascenso de los nazis al poder impulsó la aparición de movimientos similares en distintos países de Europa oriental. En Hungría apareció el Partido de la Cruz Flechada, en Polonia la ONR-Falanga, en Rumania la Guardia de Hierro y en Checoslovaquia la Guardia de Hlinka. Todos estos movimientos eran antisemitas. Para 1938, la única democracia saludable en Europa oriental era Checoslovaquia.

### Expansionismo, apaciguamiento y aislacionismo

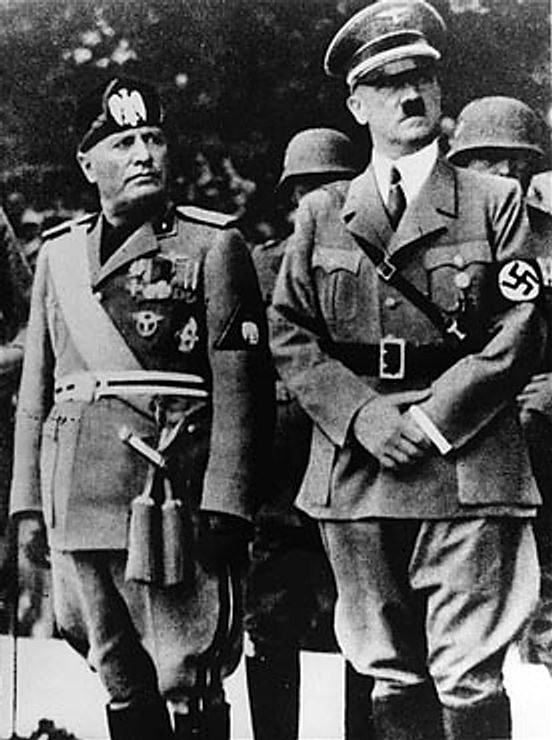
Aunque la amenaza del Anschluss hizo que inicialmente Mussolini viera a Hitler como una amenaza, el carácter revisionista de sus políticas exteriores terminarían convirtiéndolos en aliados.

Las ideas geopolíticas de Karl Haushofer tuvieron gran influencia en Hitler, específicamente la teoría del «espacio vital». Mientras que la opinión pública alemana deseaba restablecer las fronteras previas a la guerra en el este, los nazis iban más lejos. Ellos clamaban que Alemania debía modificar sus fronteras nacionales para que incluyera a todos los alemanes étnicos, y que debían conquistarse nuevos territorios en el este de Europa, desplazando a los pueblos eslavos, que eran considerados genéticamente inferiores por Hitler. Alemania se convertiría de esta manera en un imperio continental, evitando un choque directo con el Occidente, y acabaría con el bolchevismo ruso y los judíos en el proceso.
Alemania no era el único país europeo que deseaba revisar las fronteras. En el sur, Benito Mussolini soñaba con recrear el Imperio romano; y planeaba la conquista del Imperio de Etiopía, nación miembro de la Sociedad de las Naciones. Cuando Hitler llegó al poder, Mussolini intentó acercarse al Reino Unido y Francia, formando parte del Frente de Stresa para hacer frente a las intenciones alemanas de anexar a Austria. Sin embargo, este frente fue débil y colapsó cuando Italia finalmente invadió Etiopía, en octubre de 1935. Con esta campaña, Mussolini planeaba preparar su ejército para ejercer una futura política exterior agresiva y para hacerse un lugar entre las potencias mundiales. Francia y el Reino Unido reaccionaron tímidamente a esta invasión, impusieron un inefectivo embargo económico, y, sin desearlo, alentaron a Alemania para que continuara desafiándolos. Después de la participación italiana en la guerra civil española, los británicos empezaron a considerar a Italia un oponente, y a su vez, Mussolini empezó a realizar planes para combatirlos en una futura guerra.
Por otro lado, la llegada del nacionalsocialismo (los nazis) al poder trajo mejorías en las relaciones exteriores de la Unión Soviética. Las relaciones con los Estados Unidos, Francia, Polonia e Italia se reactivaron o estrecharon, y la nación euroasiática entró a la Sociedad de las Naciones en septiembre de 1934. Maxim Litvinov se convirtió entonces en una de las principales voces contra el expansionismo nazi; sin embargo, Stalin no estaba interesado en combatir directamente a Alemania. Preocupado de que estallara una rebelión durante la guerra, Stalin inició una serie de purgas; y mientras llamaba a las naciones occidentales a hacer frente a los nazis, al mismo tiempo mantenía conversaciones con estos últimos.

#### Fracasos del apaciguamiento

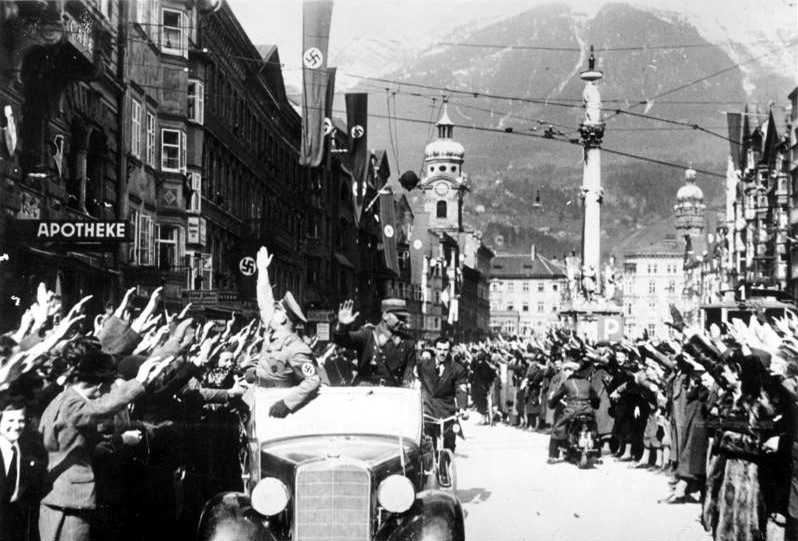
Tropas alemanas son recibidas en Innsbruck durante la anexión de Austria.

El 16 de marzo de 1935, Hitler repudió la cláusula de desarme del Tratado de Versalles, alegando que Francia no la estaba respetando. Se reinstauró el servicio militar obligatorio y el Ejército alemán empezó a expandirse. A pesar del rearme, Hitler realizó discursos con rasgos pacifistas para calmar al gobierno británico, y logró conseguir el Acuerdo Naval Anglo-Germano, que le permitió expandir la Armada y reiniciar la construcción de submarinos. Este acuerdo no contó con la aprobación de Francia e Italia, y fue una de las causas que hicieron fracasar el Frente de Stresa.
El 7 de marzo de 1936, mientras el Reino Unido y Francia se encontraban distraídos en conflictos internos y la guerra en Etiopía, Hitler ordenó la remilitarización de la Renania por una fuerza simbólica. Aunque Hitler había ordenado la retirada en caso de que los franceses respondieran, y aunque el presidente francés Albert Sarraut había anunciado días antes que no iba a permitir esta maniobra, ninguno de los firmantes de los Tratados de Locarno se molestó en cumplir su palabra. Este fue una de las primeras victorias alemanas obtenidas gracias a la política de apaciguamiento, que aconsejaba realizar las concesiones que fuesen necesarias ante los nazis, con el objetivo de mantener la paz en Europa.
La política de apaciguamiento había sido bautizada por Neville Chamberlain, primer ministro británico, quien fue además su principal seguidor. Chamberlain sabía que la opinión pública británica y francesa se opondría fuertemente a una nueva guerra en Europa, especialmente si era iniciada por conflictos en Europa central. Además, determinó correctamente que el vasto Imperio británico no tenía fuerzas suficientes para hacer frente a una guerra con Alemania, y un probable choque con Italia y Japón simultáneamente. En la Primera Guerra Mundial, bajo falsas promesas de independencia, el Reino Unido había compensado su inferioridad numérica en frentes lejanos recurriendo a líderes nativos; pero ahora era más probable que esas fuerzas indígenas se levantasen en su contra, como efectivamente ocurrió en Irak. Adicionalmente, el apaciguamiento encontraba respaldo en aquellos que consideraban que el Tratado de Versalles había sido injusto con Alemania; y que los nazis se volverían más dóciles conforme sus exigencias iniciales, que consideraban razonables, fuesen respondidas. Por otro lado, muchos anticomunistas occidentales consideraban que una Alemania fuerte era la mejor garantía contra la expansión del comunismo soviético.
Luego de la guerra en Etiopía, se agravó el distanciamiento entre el occidente e Italia, y esto motivó un acercamiento de esta última a Alemania. El 11 de julio de 1936, el ministro de Relaciones Exteriores italiano, Galeazzo Ciano, logró llegar a un acuerdo con Alemania respecto al "Anschluss". El 26 de octubre se creó el Eje Roma-Berlín, un tratado simbólico para Mussolini, que sirvió para hacer parecer débil la causa francesa, defensora del statu quo. Fue entonces que Bélgica se declaró neutral, creyendo poder escapar de una futura guerra, pero su declaración solo sirvió para comprometer los planes de defensa franceses. Al finalizar la conquista italiana de Etiopía, la credibilidad de la Sociedad de Naciones estaba en el suelo y Hitler se sintió con suficiente confianza para proceder contra Austria.

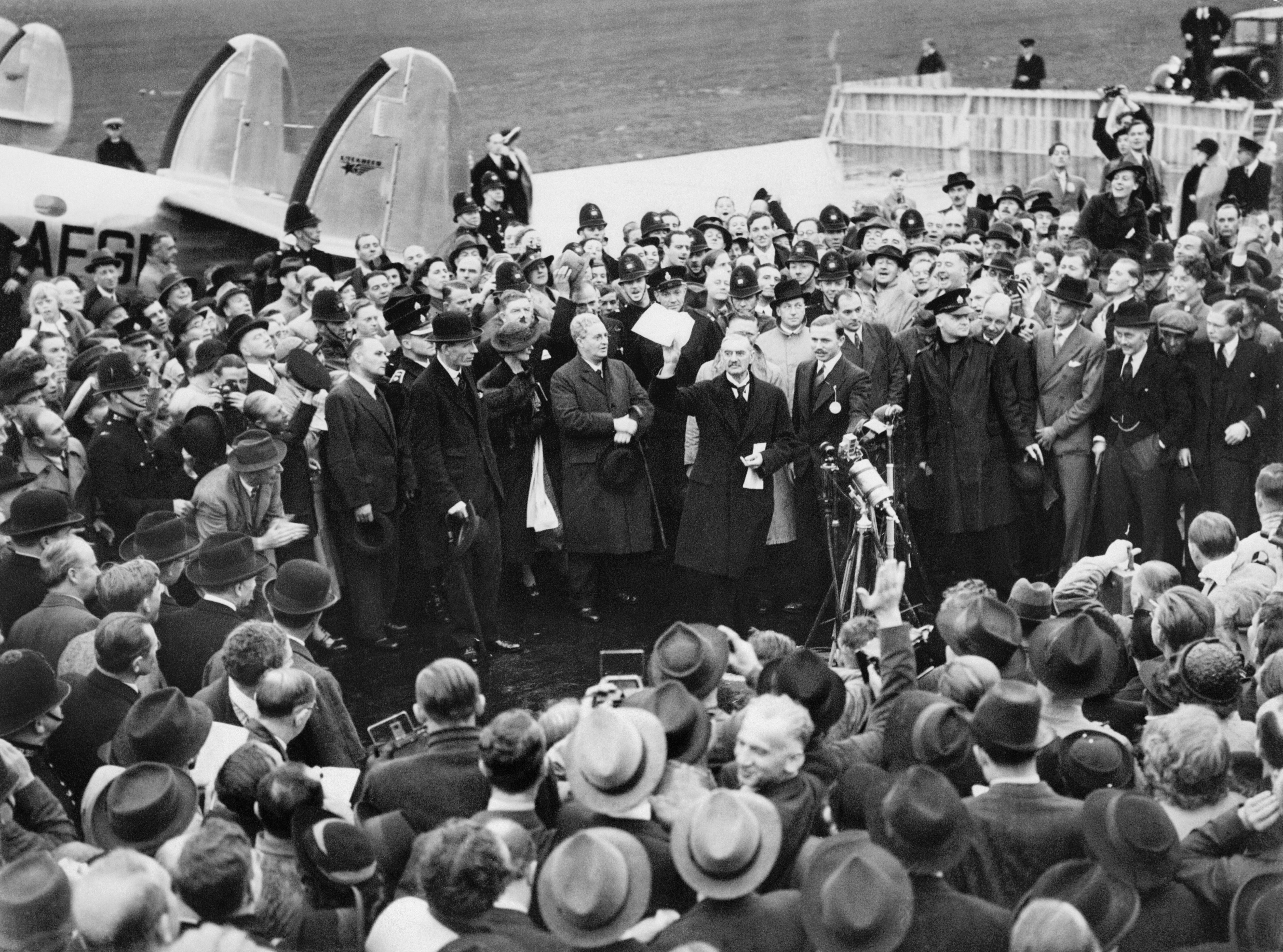
El Primer Ministro británico Chamberlain muestra los documentos firmados en la Conferencia de Múnich, y clama haber conseguido la "paz de nuestros tiempos". Hitler no respetaría los acuerdos, y la guerra estallaría en menos de un año.

A finales de 1936, Hitler, deseoso de iniciar la búsqueda del «espacio vital» alemán en el este, buscó el apoyo del Reino Unido para esta causa, sin éxito. Durante 1937, Hitler estuvo ocupado nazificando el Ejército y la economía, pero al iniciarse 1938 empezó a presionar al Canciller austríaco Kurt Schuschnigg para que renunciara. Alemania movilizó su ejército a la frontera, y bajo amenaza de ser invadido, Schuschnigg renunció el 11 de marzo. De inmediato, el nazi austríaco Arthur Seyß-Inquart se declaró nuevo Canciller y aprobó la entrada de tropas alemanas a Austria. Aunque Mussolini ofreció al gobierno británico resucitar el Frente de Stresa para detener a Hitler, a cambio de concesiones coloniales; Anthony Eden respondió protestando por la intervención italiana en la Guerra Civil Española. El 13 de marzo, Hitler declaró a Austria parte del Tercer Imperio Alemán.
Finalizada la crisis en Austria, se origina otra, esta vez en Checoslovaquia. Durante la creación de este Estado en 1919, alemanes étnicos, que habitaban la región de los Sudetes, quedaron dentro de sus fronteras. Ahora, estos alemanes sumaban 3.5 millones, y Hitler, invocando el derecho de autodeterminación de los pueblos, denunciaba la supuesta persecución de esta minoría, al tiempo que movilizaba sus ejércitos a la frontera checoslovaca. Presionado por los británicos, el gobierno checoslovaco de Edvard Beneš inició negociaciones con los alemanes de los Sudetes, liderados por el nazi Konrad Henlein; pero este, bajo órdenes de Hitler, se encargó de estancarlas. Chamberlain se reúne entonces con Hitler, quien le exige la secesión de los Sudetes el 22 de septiembre. Los checoslovacos rehúsan ceder, a pesar de que Francia se había negado a defenderla, renegando del Tratado Franco-Checoslovaco, firmado en 1924. Es entonces cuando Mussolini propone la realización de una conferencia para solucionar la crisis de los Sudetes.
La Conferencia de Múnich se realizó con la presencia de Hitler, Mussolini, Chamberlain y el primer ministro francés, Daladier; pero los checoslovacos no fueron invitados. El 30 de septiembre se firmaron los Acuerdos de Múnich, donde se decidió la anexión de los Sudetes por Alemania. Polonia aprovechó la oportunidad para obtener la cesión checoslovaca de Těšín, a pesar de las advertencias soviéticas de anular el pacto de no-agresión firmado en 1932. Por su parte, Hitler prometió no realizar más demandas territoriales en Europa; por lo que Chamberlain regresó eufórico a Inglaterra, y anunciando ante una multitud que acababa de asegurar la paz en Europa.

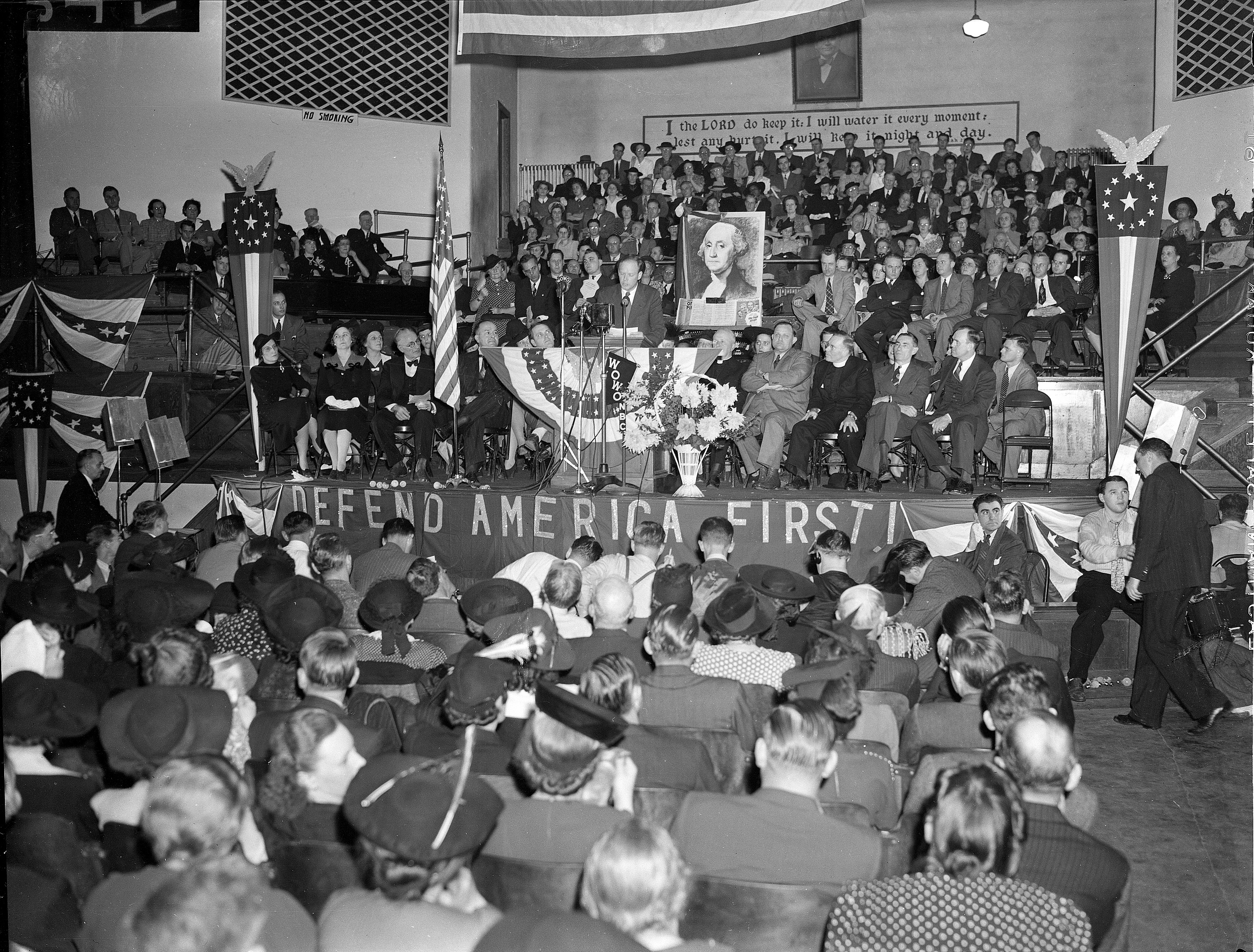
El famoso aviador estadounidense, Charles Lindbergh, habla en una reunión del Comité América Primero, principal organización aislacionista.

Checoslovaquia perdió 30 000 km² de territorio, y la mayor parte de su cinturón defensivo, lo que motivó la renuncia de Beneš. La victoria política de Chamberlain fue efímera ya que, bajo estas condiciones, este Estado quedaba extremadamente vulnerable ante Alemania. Dos meses después, Hungría demandó a Checoslovaquia territorios habitados por magiares. Alemania intervino organizando el Primer arbitraje de Viena, donde Hungría ganó unos 12 000 km². El 13 de marzo de 1939, Hitler presionó al líder eslovaco Monseñor Jozef Tiso, para que declarase la independencia de Eslovaquia. Entonces, el nuevo Presidente checoslovaco Emil Hácha fue llevado a Berlín, y bajo amenaza de bombardear Praga, fue obligado a firmar una solicitud de incorporación a Alemania. De los restos de Checoslovaquia nacieron el Protectorado de Bohemia y Moravia y el Estado Eslovaco, ambos estados títeres germanos. Fue entonces que quedó en evidencia el fracaso de la política de apaciguamiento, y los gobiernos de Francia y el Reino Unido decidieron finalmente que no debían realizar más concesiones ante Hitler, ratificando sus garantías de seguridad a la potenciales próximas víctimas alemanas, Polonia, Grecia y Rumania.
Tardíamente, el Reino Unido y Francia se percataron de que Alemania buscaba extenderse vastamente. Mientras tanto, al otro lado del Atlántico, la nación que había ayudado a las democracias europeas en la guerra anterior, Estados Unidos, se encontraba enfrascada en una disputa interna entre aislacionistas e intervencionistas; disputa que tranquilizó a los gobiernos de Roma y Berlín. En una reunión, celebrada en octubre de 1938, Ribbentrop le aseguró a Ciano que la conducta estadounidense durante la crisis de los Sudetes le había demostrado que Estados Unidos no intervendría en una futura guerra europea. El movimiento aislacionista estadounidense había ganado mucho apoyo político en los años 1930; luego de que una comisión del Senado hubiese insinuado que la participación de su país en la "Gran Guerra" había sido por motivos económicos. Además, muchos estadounidenses creían que la última guerra había sido iniciada por conflictos entre imperios, y también criticaban el Tratado de Versalles. La expansión de Alemania no cambió la opinión pública, ya que un mes antes de que estallase la guerra, el 92 % de los estadounidenses rechazaba la hipotética participación de su país en la misma. Bajo esta presión popular se promulgaron las Leyes de Neutralidad, que imponían restricciones a la venta de material de guerra a las naciones beligerantes y parecían garantizar la ausencia estadounidense en el inminente conflicto europeo.

### Inicio de la guerra
Polonia fue el siguiente blanco de la Alemania Nazi. El 20 de marzo de 1939, Hitler realizó un discurso demandando un paso por el corredor polaco, para conectar Prusia oriental con el resto de Alemania, así como la anexión de la ciudad libre de Dánzig. Dos días después, presionó a Lituania para que cediese la ciudad de Memel, actual Klaipėda. El Reino Unido reaccionó el 6 de abril, anunciando un acuerdo militar bilateral con Polonia. Muchos consideraron que esto representaba el fin de la política de apaciguamiento, pero en realidad Chamberlain todavía no se resignaba a ir a la guerra con Alemania. Ni Francia ni Inglaterra contaban con una estrategia de ayuda inmediata; y la Unión Soviética, el único país que parecía poder brindar asistencia militar rápida a Polonia, era rechazado por esta última, que temía por su autonomía.
El 2 de junio, Stalin tomó la iniciativa y planteó la formación de una alianza militar con occidente. Las naciones occidentales estudiaron el planteamiento soviético y enviaron delegaciones a Moscú en un barco, llegando el 11 de agosto. En este punto los soviéticos descubrieron que los delegados no tenían autoridad para firmar un acuerdo. Las negociaciones progresaron lentamente, pero se estancaron cuando Kliment Voroshílov propuso discutir la defensa de Polonia. El gobierno polaco se negó rotundamente a dejar entrar tropas soviéticas a Polonia, ya que temían que su Estado perdiera los territorios ganados en la Paz de Riga. En la tercera semana de agosto, la negativa polaca paralizó completamente el progreso de las negociaciones, incluso bajo presión anglo-francesa.

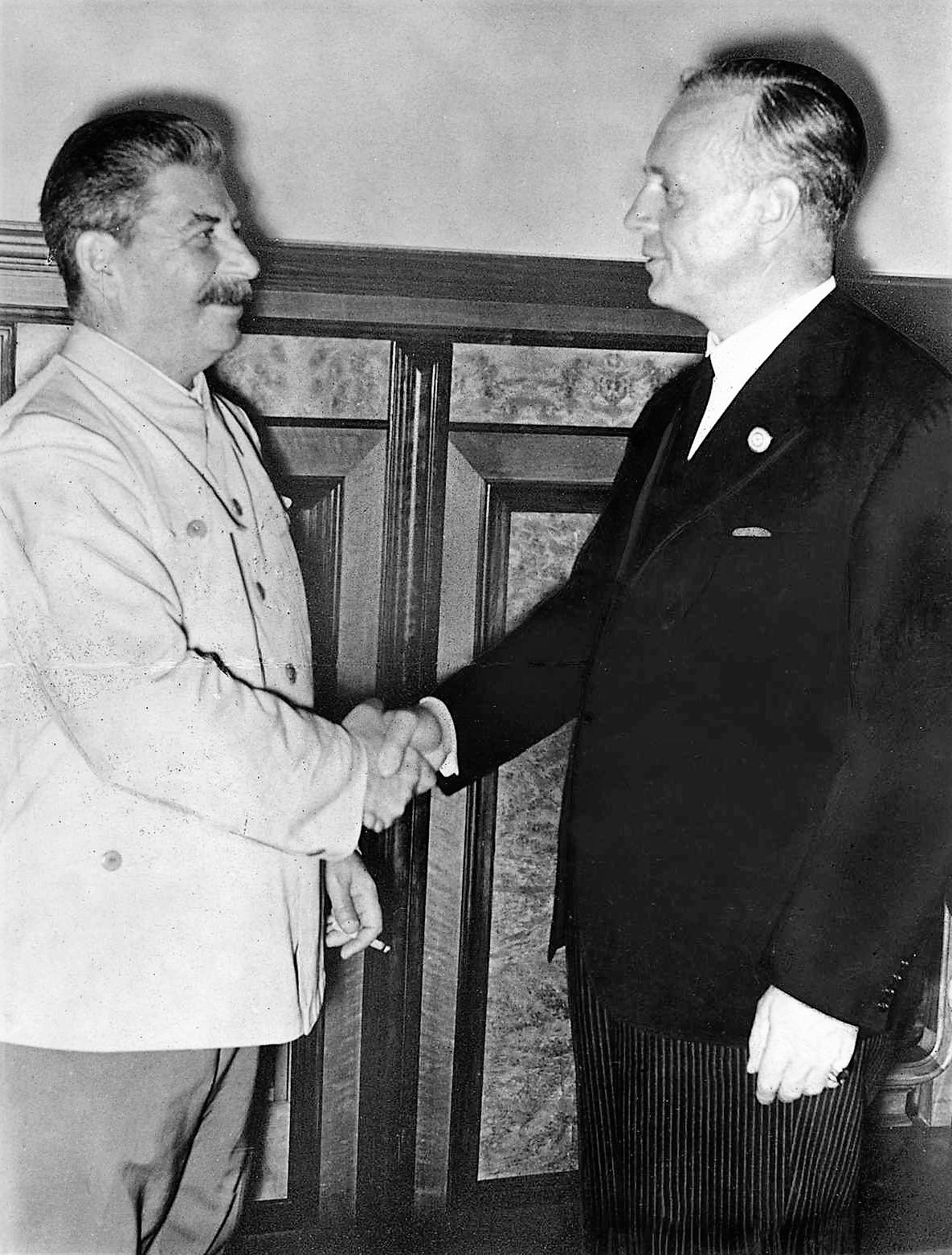
Stalin y Ribbentrop se saludan durante la firma del Pacto Mólotov-Ribbentrop, que selló el destino de Polonia.

Existen dos puntos de vista principales sobre la motivación de las acciones soviéticas de los días siguientes. Historiadores han declarado que luego de la Conferencia de Múnich, Stalin creyó ver un plan occidental para empujar a Hitler hacia la Unión Soviética. Incluso después de que el Reino Unido y Francia reaseguraron sus garantías hacia Polonia, Stalin consideró que las mismas no eran sinceras, y que las democracias occidentales harían luchar a la Unión Soviética y Alemania en la primera etapa de la guerra, mientras ellas se fortalecían. De esta manera, las dos principales amenazas del Occidente, el bolchevismo y el nazismo, se aniquilarían entre sí. Sin embargo, otros historiadores han argumentado que la declaración británica sobre la seguridad polaca dio a Stalin la oportunidad de condicionar su participación en la guerra, y que la supuesta conspiración occidental fue un pretexto para justificar las negociaciones paralelas con Alemania. Además, culpan a Stalin por el fracaso de las negociaciones, ya que éste solicitó la ocupación militar de los Estados bálticos, a cambio de ofrecer su ayuda, propuesta inaceptable para los británicos y los franceses. Finalmente, claman que Stalin, temeroso de una insurrección en su contra, prefirió sacrificar el Estado colchón polaco para apaciguar a la Alemania Nazi. En ambos casos, los historiadores coinciden que el choque soviético-japonés, que se estaba llevando a cabo en ese momento en Manchuria, hizo ver a Stalin de que este no era el momento correcto para iniciar la guerra con Alemania.
El primer indicio de la aproximación germano-soviética se dio el 3 de mayo, cuando Stalin reemplazó a Maxim Litvínov, judío étnico, por Viacheslav Mólotov como ministro de Relaciones Exteriores; los nazis ahora podían negociar de nuevo con la Unión Soviética. El 19 de agosto, Joachim von Ribbentrop viajó a Moscú y se reunió con Mólotov, para la firma de un acuerdo comercial por siete años. Luego, Ribbentrop sugirió extender el acuerdo al ámbito político, para asegurar las buenas relaciones entre las naciones durante la duración del acuerdo comercial.
El 23 de agosto, Ribbentrop se reunió con Stalin y se firmó el Pacto Ribbentrop-Mólotov, que estipulaba la no-agresión entre la Unión Soviética y la Alemania Nazi durante 10 años, así como la neutralidad de una nación si la otra iba a la guerra con una potencia tercera, que podía entenderse como Francia y el Reino Unido. Un Protocolo Adicional secreto, desconocido hasta 1945, indicaba que Finlandia, Estonia y Letonia pasarían a formar parte de la esfera de influencia soviética, mientras que Polonia y Lituania serían repartidas entre Alemania y la Unión Soviética. Además, la región de Rumania llamada Besarabia sería anexada por los soviéticos (véase Ocupación soviética de Besarabia y el norte de Bucovina).
Sin embargo, aunque sus últimas acciones lo contradecían, Hitler deseaba evitar la guerra con Occidente. Además de neutralizar momentáneamente al gigante soviético, Hitler creía que el Pacto Mólotov-Ribbentrop obligaría al Reino Unido y Francia a renunciar a su compromiso con Polonia. Hasta el último momento el dictador alemán creyó que esas naciones no irían a la guerra si atacaba a los polacos. Sin embargo, este no fue el caso. El 25 de agosto, el acuerdo anglo-polaco de abril se transformó en una alianza militar. Esta reacción perturbó a Hitler, quien retrasó la invasión de Polonia por una semana. Durante este tiempo, estuvo ofreciendo garantías al Imperio Británico y exigiendo la visita de un plenipotenciario polaco; sin obtener respuesta. Hitler también acudió a Mussolini, quien había permanecido callado a pesar de haber firmado el Pacto de Acero, un acuerdo político-militar, el 22 de mayo. En los últimos meses, Mussolini también había acelerado su proyecto expansionista, ya que el 7 de abril Italia había invadido el Reino de Albania. Sin embargo, el primer ministro italiano no deseaba iniciar todavía una guerra con el Reino Unido, y Hitler decidió finalmente atacar Polonia sin su apoyo.
El 1 de septiembre de 1939, Alemania invadió Polonia. Hitler pronosticó incorrectamente la respuesta occidental, ya que dos días después Francia y el Reino Unido le declararon la guerra dando inicio a la Segunda Guerra Mundial en Europa. El 17 de septiembre la Unión Soviética invadía Polonia desde el este. El 28 de septiembre, Alemania Nazi y la URSS firmaban el Tratado Germano-Soviético de Amistad, Cooperación y Demarcación. No obstante, dos importantes actores, los Estados Unidos e Italia se mantuvieron fuera de la contienda inicialmente.

### Entradas tardías
Aunque la guerra en Europa comenzó con la invasión en Polonia, no adquirió un carácter mundial hasta que, uno a uno, varias naciones de otros continentes se fueron sumando al conflicto europeo. Italia, miembro del Pacto Tripartito, fue la primera potencia de importancia en sumarse. Posteriormente Estados Unidos, una de las superpotencias de la Guerra Fría, también se involucró.

#### Vacilación italiana

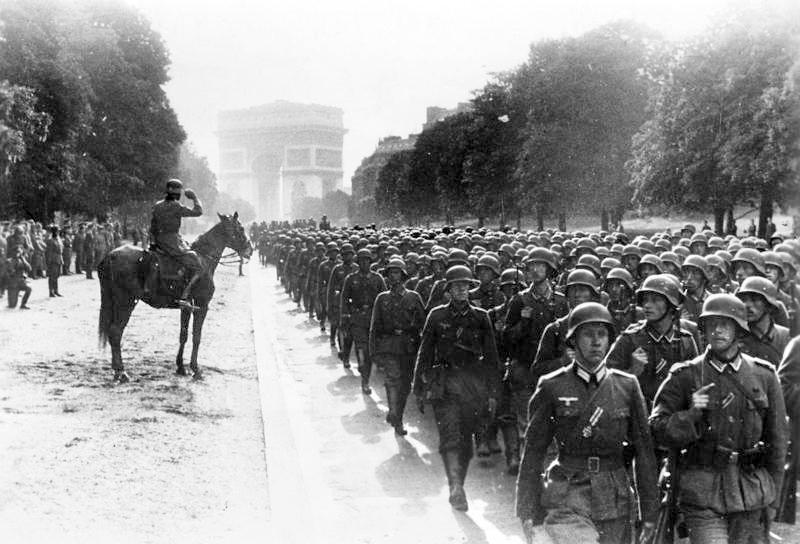
Italia entró a la guerra el 10 de junio, cuando la caída de Francia era inminente. Cuatro días después, los alemanes entraron a París.

Aunque la principal razón que mantuvo a Italia fuera de la invasión de Polonia fue la escasa preparación del ejército italiano y la falta de interés en Europa oriental, también existieron razones de carácter estratégico. Historiadores italianos aseguran que Mussolini, manteniéndose fuera del conflicto, planeaba romper su alianza con Alemania y, tal vez, intentar renegociar con los británicos. Esto no significaba que el dictador italiano estaba aferrado a la no-intervención. En una reunión de gabinete celebrada el 8 de diciembre de 1939, concluyó que sin importar cual bando saliese victorioso, la independencia política de Italia se vería afectada, a menos que interviniese. Entonces, Mussolini expresó su deseo de participar finalmente en la guerra, cuando ambos bandos estuviesen exhaustos. No obstante, la guerra en Europa todavía no recrudecía, y Mussolini también creyó posible finalizarla mediante la diplomacia. Con esto en mente, Mussolini intentó convencer a Hitler, en enero de 1940, de que suspendiese la guerra con el Reino Unido; y que se concentrase en la Unión Soviética.
Mussolini fracasó en su intento de apaciguar a Hitler, y para marzo, quedó finalmente convencido de que las intenciones alemanas no podían ser desviadas, por lo que ordenó a Rodolfo Graziani que iniciase los preparativos para librar una guerra en el Mediterráneo y Yugoslavia. En otra reunión de gabinete celebrada el 2 de abril, Mussolini concluyó que si Alemania atacaba a Francia, Italia entraría a la guerra a su lado, pero retrasaría su entrada el mayor tiempo posible. Aunque muchos oficiales fascistas no estuvieron de acuerdo con la decisión de su líder, todos guardaron silencio una vez Mussolini tomó la decisión. Al percatarse de que su primer ministro estaba determinado de ir a la guerra, el Rey italiano Víctor Manuel III envió señales indirectas al ministro de Relaciones Exteriores Galeazzo Ciano sobre la posibilidad de dar un golpe de Estado contra Mussolini; pero Ciano, a pesar de que no le agrada la idea de ir a la guerra, las ignoró.
Sin embargo, la temprana derrota aliada en la Batalla de Francia cambió todo. El 10 de junio, el ejército italiano atacó Francia, con resultados decepcionantes; Niza, el objetivo mínimo de la campaña, estuvo lejos de ser capturada. Aunque la invasión italiana de Francia ha sido vista como la coronación de un plan expansionista, varios historiadores sostienen que Mussolini se decidió a entrar finalmente a la guerra al creer que la misma sería breve. En abril, había mencionado que Italia podía luchar una guerra de seis meses, ya que un período mayor le acarrearía problemas económicos insuperables. Con la llegada de la paz, su nación estaría en una mejor posición para negociar frente al Occidente.

#### Inicio de la "Gran Guerra Patria"

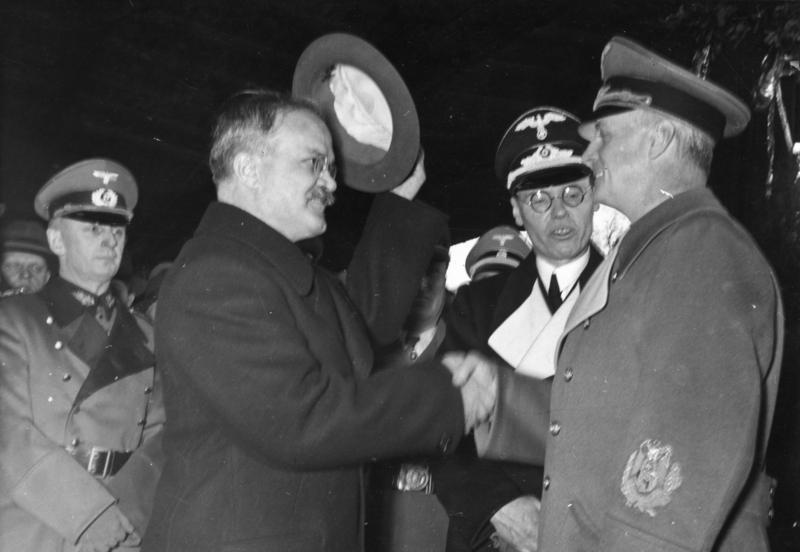
Mólotov (izq.) saluda a su contraparte alemán, Joachim Ribbentrop (der.), al llegar a Berlín el 12 de noviembre de 1940.

Aunque en Mein Kampf Hitler había expresado su deseo de expandir el Imperio Alemán hacia el este, esclavizando a los pueblos eslavos y erradicando el bolchevismo en el proceso, la invasión alemana de la Unión Soviética tuvo también motivaciones más prácticas. Con la caída de Francia, el dictador alemán había intentado iniciar negociaciones de paz con los británicos, siendo rechazado de plano por el gobierno de Winston Churchill. Gracias a documentos hallados en la posguerra, es claro que Hitler buscaba libertad para invadir a la Unión Soviética, violando el Pacto Nazi-Soviético, aunque parece que nunca pensó respetarlo, ya que tan solo dos meses después de su firma ordenó que Polonia se convirtiese en un "área para futuras operaciones alemanas".
Mientras Hitler se encontraba luchando con el occidente, Stalin también había iniciado su propia ola de agresiones. Haciendo uso del Protocolo Adicional secreto del Pacto Mólotov-Ribbentrop, la Unión Soviética primero invadió Polonia en septiembre de 1939 y luego intentó anexar a Finlandia en el invierno de 1939. La denominada Guerra de Invierno terminó con una anexión parcial de territorios fineses, y contribuyó a fortalecer la opinión de Hitler de que el Ejército Rojo no era una gran amenaza. La derrota francesa catalizó los planes soviéticos de expansión; a mediados de junio de 1940, tropas soviéticas anexaron las naciones bálticas. A finales de ese mes, Stalin empezó a exigir a Rumania que entregase la Besarabia, región perdida por Rusia en la Primera Guerra Mundial. Los generales alemanes se alarmaron, ya que Rumania era la principal exportadora de combustible a Alemania, y temían que la Unión Soviética la ocupara. Aprovechando la situación, Mólotov demandó también que los rumanos entregasen la Bucovina, algo que no estaba planteado en el pacto que firmó con Ribbentrop. Comprometidos en el oeste, los alemanes tuvieron que presionar a los rumanos para que cediesen a los soviéticos los territorios mencionados lo cual derivó en la ocupación soviética de Besarabia y el norte de Bucovina.
Estas agresiones soviéticas galvanizaron la búsqueda alemana del Lebensraum en el este; el 31 de julio, Hitler anunció a sus generales que la destrucción de la Unión Soviética incrementaría el poder de Japón en Asia, y Estados Unidos ya no podría aspirar a participar en un conflicto europeo. Concluyó que el Reino Unido quedaría aislado y capitularía. Anunció entonces que invadiría la Unión Soviética en la primavera de 1941.
En las siguientes semanas, las relaciones germano-soviéticas se deterioraron. El Segundo arbitraje de Viena fue visto por los bolcheviques como una violación del Pacto Nazi-Soviético, y protestaron por no haber sido informados con antelación. Los alemanes respondieron que ellos no habían sido notificados de la ocupación de las provincia rumanas y las naciones bálticas. El paso de tropas alemanas por Finlandia hacia Noruega y la firma del Pacto Tripartito empeoraron la situación. Para eliminar las asperezas, a mediados de octubre Ribbentrop invitó a Mólotov a Berlín, para definir las esferas de influencia de Alemania, Japón, Italia y la Unión Soviética. Decidido a atacar a la Unión Soviética, esta invitación de Hitler parece contradictoria; se ha sugerido que el caudillo alemán intentó darle una oportunidad a la diplomacia para detener el avance ruso hacia el oeste, o tal vez solamente quería ganar tiempo y averiguar las intenciones de Stalin.
El 12 de noviembre de 1940, Viacheslav Mólotov llegó a Berlín. Ribbentrop empezó de inmediato a sugerir que los soviéticos debían buscar su "salida natural" al mar a través del Medio Oriente, sin despertar entusiasmo en el emisario ruso. La entrevista con Hitler fue peor, al poco rato ambos bandos empezaron a acusarse de querer ocupar Finlandia. Cuando Mólotov comunicó el interés soviético en los Balcanes, específicamente Bulgaria, Rumania y Turquía; los alemanes respondieron evasivamente. En su última jugada de la visita, Ribbentrop ofreció incluir a la Unión Soviética en el Pacto Tripartito, y ofreció de nuevo el océano Índico a la Unión Soviética, pero fue rechazado por Mólotov.
Era obvio que Stalin estaba decidido en avanzar hacia los Balcanes, y esto quedó mucho más claro dos semanas después, cuando aceptó plegarse al Pacto Tripartito bajo la condición de que Finlandia y Bulgaria quedasen en su esfera de influencia. Además, solicitó bases navales y aéreas cerca del Bósforo y los Dardanelos; y si Turquía se oponía, propuso que todos los firmantes del Pacto intervinieran militarmente contra ella. Adicionalmente, tomaba el control de las regiones entre el Cáucaso y el Golfo Pérsico. Hitler ni siquiera se molestó en responder a Moscú.

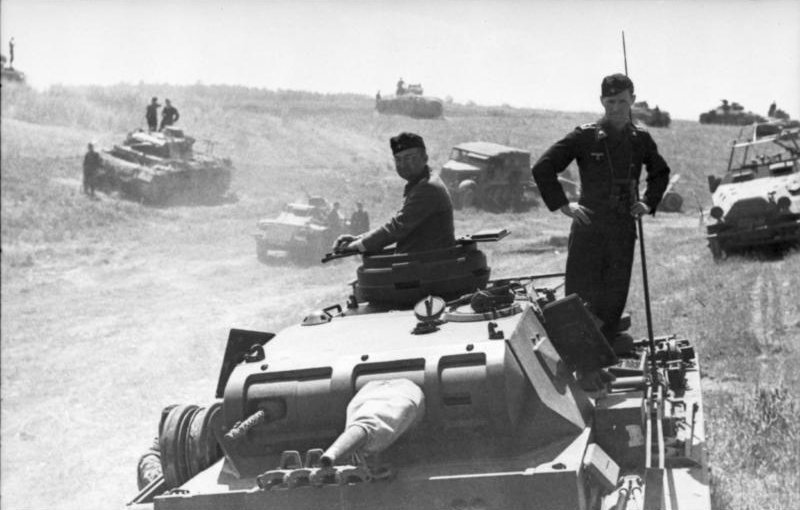
Tanques alemanes entrando a la Unión Soviética en junio de 1941.

Para mayo de 1941, la situación de los Balcanes se inclinaba ahora a favor de Alemania. Hitler acudía en ayuda de Mussolini en Grecia (véase Guerra Greco-Italiana), e invadía el Reino de Yugoslavia en el proceso. Sin embargo, a pesar de esta agresión germana y de la gran cantidad de rumores que aseguraban que una invasión alemana era inminente, Stalin estaba convencido de que Hitler no le atacaría ese año. A mediados de abril, el embajador alemán en Moscú telegrafió una declaración de Stalin:

Debemos seguir siendo amigos, ¡y tú debes hacer todo lo posible para lograrlo!
Stalin al embajador alemán Friedrich Werner von der Schulenburg

Las palabras de Stalin fueron acompañadas por hechos; después de la tempestuosa visita de Mólotov la entrega de materia prima soviética hacia Alemania había decaído, pero en marzo de 1941 el comercio se reactivó. No obstante, a pesar de que el embajador von Schulenburg aseguró en varias ocasiones que la Unión Soviética no tenía intenciones de atacar, Hitler continuó diciendo a sus generales que un ataque soviético ocurriría pronto, y que debían atacar primero.
Finalmente, el 21 de junio de 1941 se ejecutó la Operación Barbarroja. No obstante, esta campaña fue distinta a las campañas en el oeste, ya que también fue ideada como una campaña de exterminio. Para este fin, fuerzas especiales de la Wehrmacht y de las SS fueron asignadas a despejar el camino a los colonos alemanes, exterminando a los eslavos que no escapasen al avance alemán. Esta alta mortalidad también permitió que los campos de trigo de la ocupada Ucrania alimentasen a los ciudadanos alemanes, causando un superávit en la producción.

#### Entrada oficial de Estados Unidos

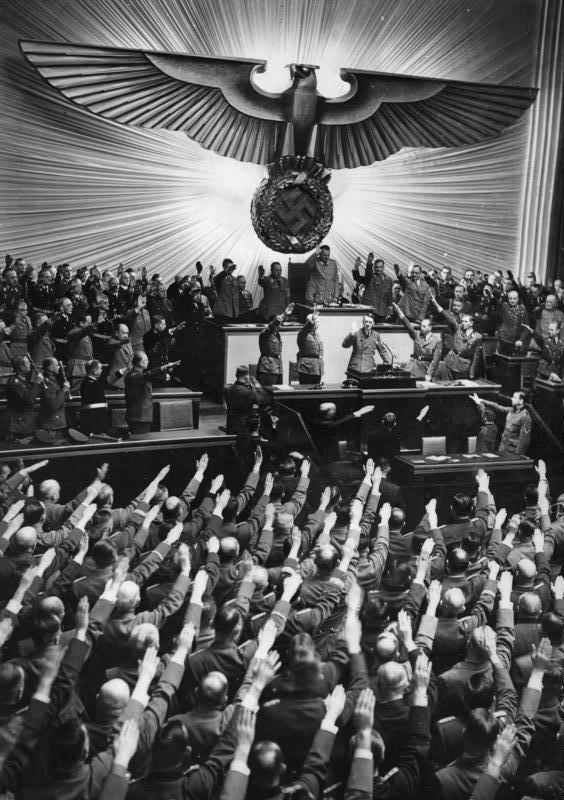
Hitler en el Reichstag declara la guerra a Estados Unidos. Lo consideró una formalidad, ya que entre ambos países ya existía un estado de guerra no declarada.

Aunque Hitler pensaba que tarde o temprano tendría que enfrentarse a Estados Unidos, primero deseaba esperar finalizar la guerra en Europa. Su embajada en Washington D. C. se encargó entonces de sobornar a congresistas estadounidenses, y financió al Comité América Primero, principal organización aislacionista; en un intento de mantener a EE. UU fuera de Europa.
Respecto a Japón, Alemania intentó inicialmente mantenerlo fuera de la guerra, para que sirviera de contrapeso a Estados Unidos. Sin embargo, a inicios de 1941, Hitler emitió una directiva secreta ordenando empujar a Japón hacia la guerra con los británicos, con la esperanza de obtuviesen una rápida victoria y dejasen a los estadounidenses aislados en la zona. Si la nación asiática lograba atacar a las colonias europeas sin que Washington reaccione, Hitler habría logrado una gran victoria; ya que hubiera obligado a los británicos a desviar recursos militares a Asia y acabaría con cualquier esperanza japonesa de llegar a un acuerdo con Estados Unidos. Con esto último, los estadounidenses se verían obligados a enviar más recursos al Pacífico, descuidando el Atlántico.
Sin embargo, la Armada alemana urgía por medidas inmediatas. Aunque Estados Unidos mantenía una posición oficial neutral frente al conflicto europeo, también suministraba materias primas a Inglaterra bajo condiciones muy favorables, haciendo uso de la Ley de Préstamo y Arriendo. Además, había organizado patrullas estadounidenses que empezaron a escoltar a los convoyes hasta Islandia, limitando seriamente el área de operación de los submarinos alemanes durante la Batalla del Atlántico. El Almirante Erich Raeder le solicitó permiso a Hitler para atacar a estas patrullas, pero éste se negó. Para junio, la situación había empeorado, pero Raeder fue obligado por Hitler a ordenar a sus submarinos que se abstuviesen de atacar, a menos que estuviesen completamente seguros que los barcos tenían bandera británica.
El 9 de julio, el presidente estadounidense Franklin D. Roosevelt anunció que sus tropas ocuparían Islandia, isla estratégica que hasta entonces estaba bajo ocupación militar británica, y que ya había sido declarada objetivo de guerra alemán. En ese momento, Hitler se encontraba enfocado en la invasión de la Unión Soviética, y a pesar de la indignación de Raeder ante "este acto de provocación" norteamericano, el primero le respondió que debía mantenerse a Estados Unidos fuera de la guerra por "uno o dos meses". Sin embargo, Raeder pronosticó que, más temprano que tarde, uno de sus submarinos hundiría por error a un navío estadounidense; hecho que ya había ocurrido en mayo.

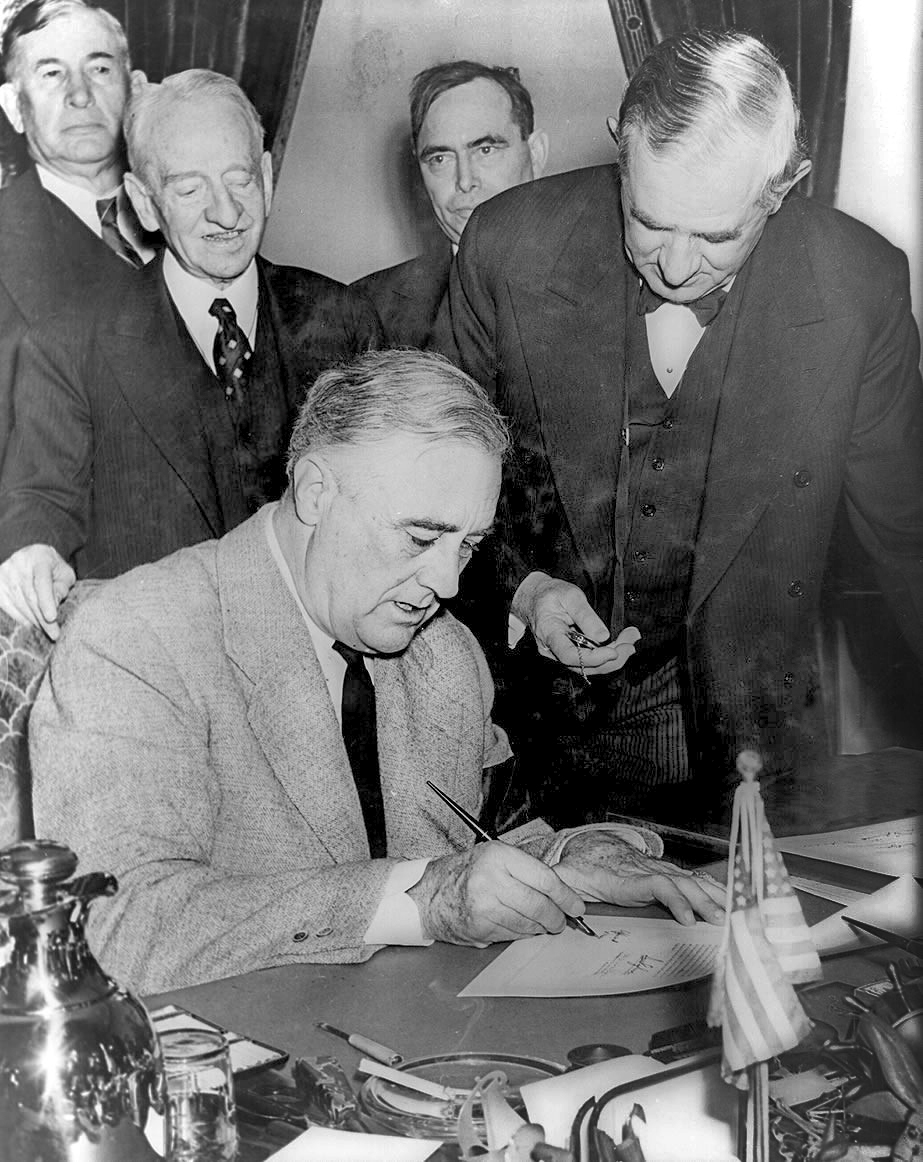
Roosevelt firma la declaración de guerra a Alemania. Gracias a la declaración de Hitler, el presidente estadounidense no tuvo que tomar esta decisión.

Esta predicción se hizo realidad en las siguientes semanas, y Roosevelt reaccionó el 11 de septiembre, ordenando a su Armada atacar a cualquier submarino a la vista dentro de una zona de defensa establecida por Estados Unidos. Sin embargo, Hitler continuó negándose en permitir que se atacase indiscriminadamente a cualquier navío con rumbo a las islas británicas o a sus colonias, fuera de esta zona inclusive.
De esta manera, Alemania y Estados Unidos entraron en un estado de guerra no declarada. El primer combate con bajas se realizó en la noche del 16 y 17 de octubre, cuando un destructor norteamericano acudió en ayuda de un convoy atacado por submarinos germanos, y fue torpedeado por estos, convirtiéndose en la primera baja estadounidense de la guerra. Esa semana, los alemanes le pidieron a Japón que comunicasen a los estadounidenses que si estos combates continuaban, le declararían la guerra. En realidad, Hitler todavía esperaba mantener a la nación americana fuera del conflicto, y este mensaje solo era una apuesta diplomática, cuyo objetivo era intimidar a Washington.
Mientras tanto, Japón mantenía negociaciones con Estados Unidos para levantar un embargo impuesto de por los británicos, neerlandeses y estadounidenses, como respuesta a la ocupación japonesa de Indochina. Hitler y sus asesores deseaban que estas negociaciones fracasaran, ya que creían que la nación asiática atacaría entonces a las colonias británicas y neerlandesas o, mejor aún, a la Unión Soviética. Aparentemente, nunca se les ocurrió que el gobierno de Tokio planearía atacar a Estados Unidos también. En efecto, el 7 de diciembre de 1941, Japón realizó el ataque a Pearl Harbor.
Aunque este ataque finalizó abruptamente las disputas entre intervencionistas y aislacionistas, el Presidente estadounidense Franklin D. Roosevelt se negó a hacer mención de Alemania en su famoso discurso del "Día de la infamia". El Secretario de Guerra Henry L. Stimson le urgió que aprovechara la oportunidad para declarar la guerra al país germano, pero Roosevelt se negó.
Hitler se encargó de resolver el dilema de Roosevelt; el 11 de diciembre, Alemania declaró la guerra a los Estados Unidos. El Canciller alemán concluyó que debido a los conflictos en el Atlántico, su nación ya estaba en guerra con los norteamericanos. Hitler pareció subestimar el potencial industrial y militar de Estados Unidos, y, en cambio, sobreestimó las fuerzas de su aliado japonés.

## Causas de la guerra en Asia

### Modernización de Japón

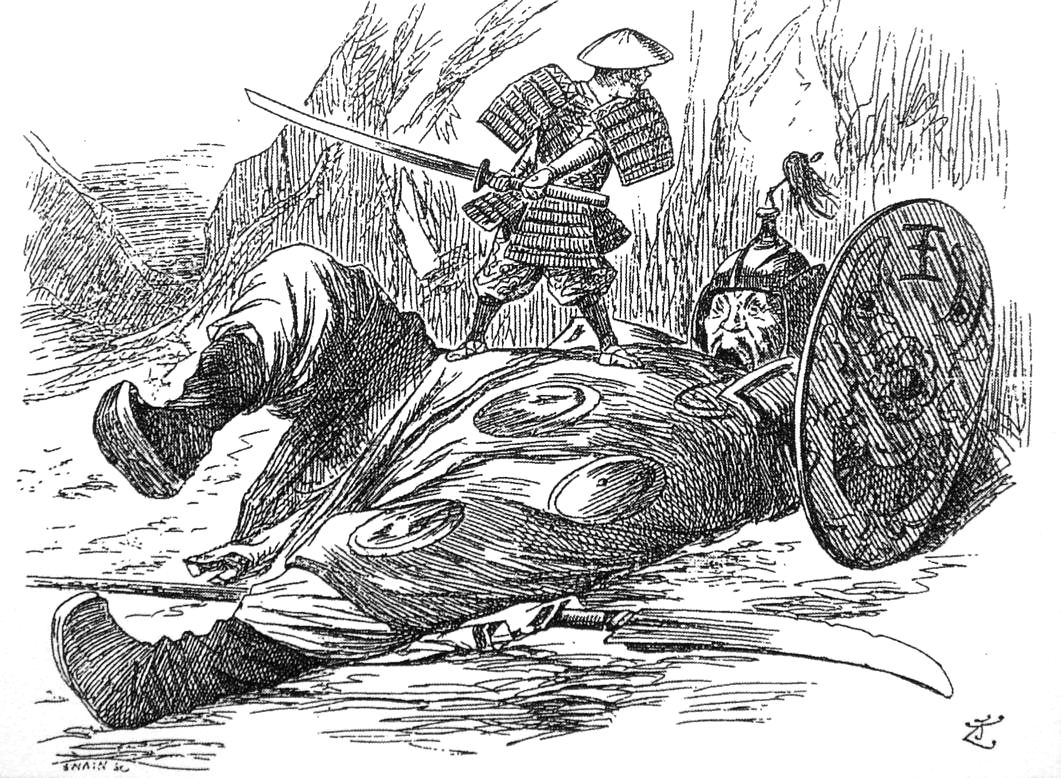
Caricatura japonesa de 1894: el gigante chino es derrotado por el diminuto japonés en la primera guerra sino-japonesa.

Desde 1641 Japón había estado casi totalmente aislado del mundo, período conocido como Sakoku; esto cambió en 1853, cuando el comodoro estadounidense Matthew Perry llegó al archipiélago asiático al mando de una flota armada y forzó a los japoneses a abrir algunos puertos al comercio extranjero. Pronto llegaron las potencias coloniales europeas, quienes también firmaron tratados comerciales con Japón, generando inestabilidad económica y política en la pequeña nación. Esta inestabilidad ocasionaría la caída del Shogunato Tokugawa, que había gobernado Japón por más de 260 años, y dio inicio a un nuevo período conocido como la Restauración Meiji. En los siguientes años, el Emperador Meiji encabezaría un período de acelerada modernización y occidentalización del Japón, reformando la sociedad nipona y construyendo unas modernas fuerzas armadas.
Pronto, Japón se unió al juego expansionista de la potencias europeas, y en 1876 forzó a Corea, entonces estado tributario chino, a que firmara un desventajoso acuerdo comercial, utilizando su armada como fuerza de presión, tal como el Comodoro Perry había hecho hace tres décadas. El choque de las esferas de influencia china y japonesa en Corea desembocó en la primera guerra sino-japonesa, que terminó con la derrota del gigante asiático en 1895. De esta manera, Japón ganó el pulso en Corea, y anexó la Isla de Formosa, las islas Pescadores y la estratégica península Liaodong.
Sin embargo, la alegría japonesa duró poco, ya que las potencias europeas reaccionaron negativamente ante la perspectiva de compartir el "melón chino" con la advenediza nación nipona. Japón se vio obligado a entregar el control de Liaodong al Imperio ruso, aunque a cambio recibió un incremento en el pago de indemnización de guerra por China. Habiendo arreglado la paz entre Japón y China, Rusia, Gran Bretaña, Francia y Alemania procedieron entonces a "desmembrar" China mediante la extracción de beneficiosas concesiones.
Mientras tanto, Japón duplicó sus esfuerzos en el campo militar, y siguió consolidando su presencia en Corea. En 1904, inició otra guerra por el control de Liaodong, esta vez con Rusia, atacando por sorpresa a su flota en Port Arthur. Después de destruir a las fuerzas navales y terrestres rusas en Corea, la guerra ruso-japonesa fue finalmente finalizada por Japón al destruir a una nueva flota rusa en la famosa Batalla de Tsushima. Aunque esta batalla acabó con la hegemonía rusa en Manchuria, también impactó la manera de pensar de los oficiales navales; la idea de que una sola batalla decisiva podía ganar la guerra contra un enemigo numéricamente superior influenció notablemente la conducta japonesa en la década de 1940, y sería un factor determinante en la planificación del ataque a Pearl Harbor.

### Llegada de Estados Unidos

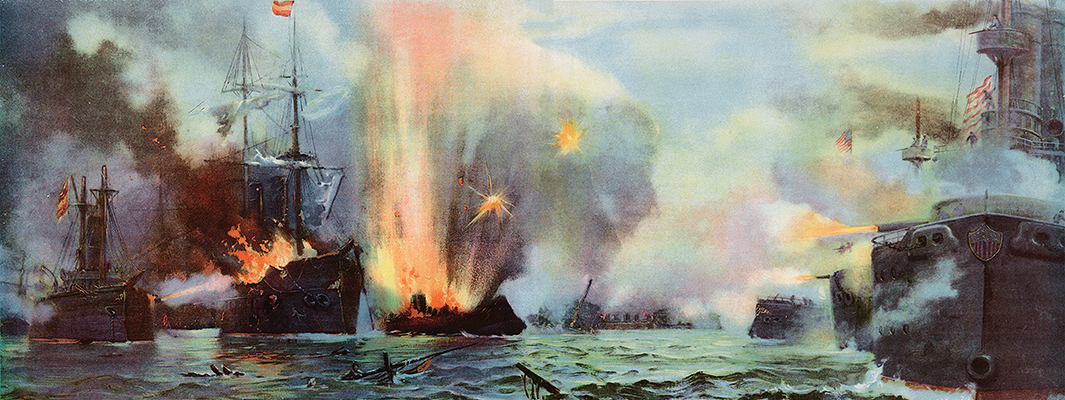
La batalla de Cavite ocasionó la salida española de las Filipinas, que pasaron a control estadounidense.

Luego de la llegada del Comodoro Perry, la presencia comercial estadounidense en Japón se incrementó gradualmente, hasta que el estallido de la guerra civil estadounidense ocasionó que la misma decayera por varios años. Este alejamiento se acentuó cuando Estados Unidos no participó en la repartición europea de China, tras poner en práctica una inefectiva política de "puertas abiertas" en ese país; intentando, sin éxito, mantener el mercado chino abierto a todo el mundo. Sin embargo, el resultado de la guerra hispano-estadounidense proporcionó a la nación norteamericana el control de las Filipinas, territorio que en los años anteriores a la Segunda Guerra Mundial se llenaría de estratégicas bases aéreas.
A pesar de la presencia estadounidense en Filipinas, las relaciones entre Estados Unidos y Japón no se vieron afectadas, y hasta 1912, las mismas, aunque eran predominantemente comerciales, continuaron siendo amigables. No obstante, la victoria japonesa sobre Rusia y la cada vez mayor influencia nipona en China habían despertado una sensación de alarma en la opinión pública estadounidense. Durante los años anteriores, misioneros cristianos en China habían redactado artículos pregonando el "nacimiento de una nueva China", y ahora el avance de Japón se presentaba como un obstáculo en el desarrollo industrial del gigante asiático. No obstante, en los círculos gubernamentales esta preocupación no fue transmitida; de hecho, el presidente Theodore Roosevelt se mostró dispuesto a reconocer la supremacía nipona en algunas partes de la región. Durante el segundo período de Roosevelt, esta política oficial empezó a cambiar, y algunos políticos estadounidenses entre los que destacaba el Secretario de Guerra William Howard Taft, empezaron a llamar por un involucramiento norteamericano en China más profundo que el comercial.
En 1909, Taft fue elegido presidente y pronto empezó a utilizar el potencial económico estadounidense para menoscabar la influencia japonesa en Manchuria, alegando seguir sus principios morales. Como parte de la llamada "diplomacia del dólar", Estados Unidos construyó una línea ferroviaria en paralelo a la línea principal del Ferrocarril del Sur de Manchuria, intentando acabar con el monopolio nipón. Sin embargo, los esfuerzos de Taft fracasaron, ya que solamente acercó más a Japón y Rusia, y por otro lado alejó al Reino Unido, quien no parecía dispuesta a involucrarse en un potencial conflicto en China por una cuestión de moral.
Aunque los esfuerzos Taft no tuvieron éxito, sí alarmaron a los japoneses. Aunque desde 1907 la Armada estadounidense había desarrollado planes para enfrentar a Japón en una hipotética guerra, no fue hasta 1917 que la Armada Imperial Japonesa empezó a considerar a Estados Unidos como un muy probable enemigo. El entonces Ministro de la Armada Vizconde Tomosaburō Katō consideró que la política de puertas abiertas en China, la Doctrina Monroe, la oposición a la expansión japonesa hacia el Mar de la China Meridional, las restricciones inmigratorias estadounidenses a los asiáticos y la expansión de ambas Armadas llevarían a la guerra con Estados Unidos.
Al finalizar la Primera Guerra Mundial, las concesiones alemanas en Shantung, China pasaron a control japonés. Además, la pequeña nación asiática recibió las colonias alemanas en el Pacífico bajo la forma del Mandato del Pacífico Sur de la Sociedad de Naciones. De esta manera, la Armada Imperial Japonesa continuó expandiéndose por el Pacífico entrando en claro conflicto con la estadounidense. Bajo estos acontecimientos, en la mente de muchos militares japoneses la eventual guerra con Estados Unidos se hizo inevitable. Por otro lado, una tendencia similar ocurrió en el bando opuesto, ya que diversos oficiales empezaron a mostrar una actitud más firme frente a Japón.

### Hacia la segunda guerra sino-japonesa

#### Ascenso de los nacionalistas
Al final de la Primera Guerra Mundial, el mundo experimentó una ola de movimientos socialistas, democráticos y comunistas; que también alcanzó a Japón. En 1924 se legalizaron los partidos políticos y el sufragio universal. Sin embargo, esta nueva era de democracia en Japón fue utilizada por políticos inescrupulosos para cometer actos de corrupción, que desprestigiaron el sistema de gobierno democrático. Mientras tanto, la calidad de vida de los japoneses empezó a deteriorarse ya que la economía nacional demostró ser incapaz de alcanzar el ritmo de una población que se incrementaba en un millón de personas por año. Pronto se generó una ola de desempleo, y en consecuencia empezaron a surgir movimientos de izquierda y sindicatos organizados.
Pronto surgieron también movimientos nacionalistas. Uno de los líderes nacionalistas más conocidos fue Ikki Kita, quien exponía una ideología que combinaba el socialismo con el imperialismo. En el ámbito interno llamaba a la eliminación de las «barreras entre la nación y el emperador», es decir, de las instituciones democráticas como el gabinete de Ministros y la Dieta. En su lugar, proponía el establecimiento de una dictadura; y para evitar el enriquecimiento ilícito, colocaba límites a la fortuna personal de las personas. En cuanto a la política externa, Kita clamaba por una activa participación de Japón en la búsqueda de la independencia de las naciones asiáticas; pero iba más allá, dejando atrás el deseo japonés de ocupar un lugar entre las grandes potencia, proponía el establecimiento de un sistema mundial feudal, donde Japón sería la nación predominante. Millones de jóvenes fueron ganados con este discurso nacionalista, sin embargo, a diferencia de lo que ocurría en las naciones occidentales, estos no se incorporaron a los partidos políticos, sino que se alistaron en las Fuerzas Armadas.

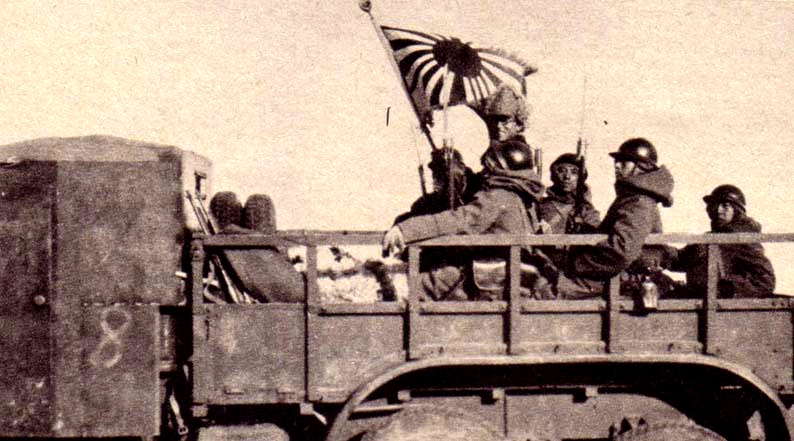
Tropas japonesas entran a Manchuria durante el incidente de Mukden.

Con el germen de la expansión territorial presente en la mente de los jóvenes oficiales, solamente hacia falta ponerlo en práctica. Esto ocurrió finalmente en 1928. Dos oficiales, el teniente coronel Kanji Ishihara y el coronel Seishiro Itagaki decidieron utilizar al Ejército Guandong para lograr sus propósitos, desobedeciendo al gobierno de Tokio. Este ejército había sido formado en 1905, después de la guerra ruso-japonesa; Japón había invertido millones de dólares en Manchuria, y luego había creado esta unidad para imponer el orden alrededor de las líneas férreas que poseía en la región. El trabajo del Ejército Guandong fue exitoso, y pronto cientos de miles de comerciantes de varias nacionalidades empezaron a asentarse alrededor de las guarniciones militares japonesas. Ishihara ideó entonces crear un estado semiautónomo manchú, que propocionaría nuevas tierras para Japón, que ya sufría de sobrepoblación.  
Ishiara presentó entonces su plan al Emperador Shōwa y al ministro de Guerra, pero ambos rehusaron aprobarlo. Entonces, Ishihara e Itagaki decidieron desobedecer a sus superiores. Primero, se deshicieron del gobernante oficial de Manchuria, el señor de la guerra chino, el Mariscal Zhang Zuolin. El 4 de junio de 1928, oficiales japoneses detonaron una bomba en los rieles cuando el tren del Mariscal pasaba, hiriéndolo mortalmente. El gobierno nacional reaccionó tibiamente contra este acto de desacato, y los líderes del Ejército Guandong continuaron planificando la ocupación total de Manchuria.
El 18 de septiembre de 1931, los planes de Ishihara alcanzaron un clímax. Oficiales japoneses colocaron explosivos en vías de tren japonesas, y después de detonarlas culparon a los chinos. Procedieron entonces a ocupar Mukden. El llamado incidente de Mukden no solo sorprendió al mundo, sino al mismo gobierno de Japón, que no lo había autorizado. Las órdenes de Tokio de suspender el avance por Manchuria simplemente fueron ignoradas, y pronto, toda la región quedó bajo control del Ejército Guandong. Debido a su inferioridad bélica, el gobierno nacionalista chino no opuso resistencia y recurrió a la Liga de las Naciones, que demandó a Japón retirase sus tropas, sin éxito. En marzo de 1932, los japoneses establecieron un Estado títere en Manchuria, Manchukuo; cuando la Liga de las Naciones, alentada por Estados Unidos —país no miembro—, rehusó reconocer a este Estado, Japón se retiró del organismo.

#### Las facciones militares y el puente de Marco Polo

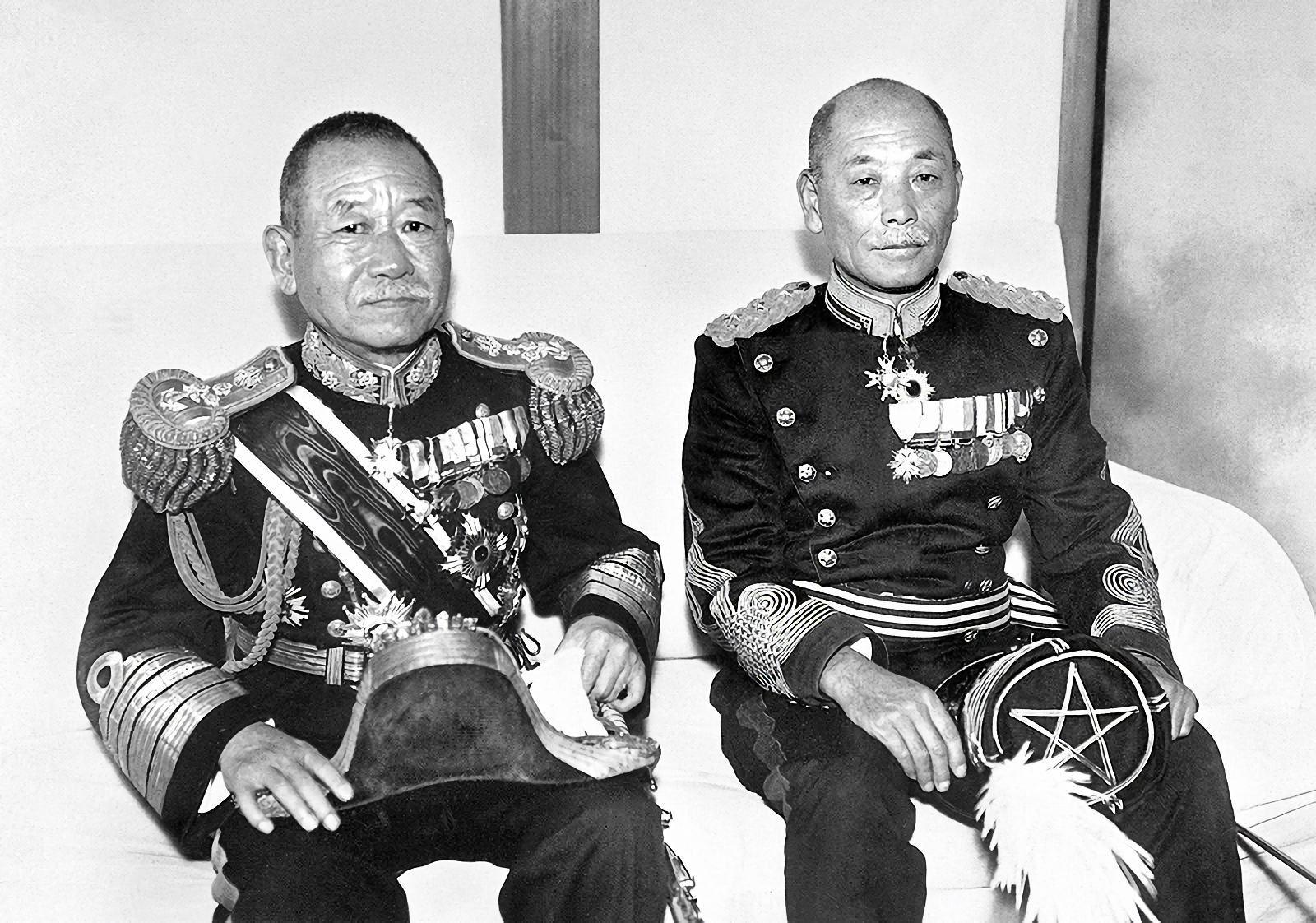
El Primer Ministro Alm. Keisuke Okada (izq.) logró salvar su vida durante el incidente del 26 de febrero, gracias a que las tropas rebeldes lo confundieron con su cuñado, el coronel Denzō Matsuo (der.).

El triunfo de los nacionalistas en Manchuria coincidió con la profundización de los efectos de la Gran Depresión en Japón, y el pueblo japonés empezó a ver a los militares como la única fuerza capaz de acabar con la corrupción y la pobreza. Con el incremento de poder en manos del Ejército, surgieron en este dos visiones diferentes sobre el camino a tomar en China. Una facción, llamada la Facción del Camino Imperial (Kōdōha) por la prensa nipona, propuso consolidar la posición japonesa en Manchuria con el objetivo de establecer un industrializado estado colchón contra la influencia soviética. La llamada Facción de Control (Tōseiha) surgió como oposición a la primera, llamando a continuar el avance en China. La mayoría de los jóvenes oficiales apoyaban a la Kōdōha, y en un intento de forzar al gobierno a ceder ante sus demandas, empezaron a ejecutar asesinatos de políticos, entre los que destacó el del primer ministro Tsuyoshi Inukai, quien se había opuesto a la invasión de Manchuria y al establecimiento de Manchukuo. Sin embargo, aunque inicialmente las acciones violentas de los nacionalistas de la Kōdōha fueron bien recibidas por la opinión pública -los tribunales recibieron 110 mil peticiones de clemencia firmadas en sangre para los asesinos de Inukai- pronto cambió la situación.
El 26 de febrero de 1936, oficiales de la Kōdōha asesinaron a varios miembros claves del gobierno, sin lograr ejecutar al primer ministro Keisuke Okada. Aunque el levantamiento fracasó, sirvió para fortalecer la posición de la Tōseiha, que era apoyada principalmente por altos oficiales, ya que esta parecía ser la única fuerza capaz de restablecer la disciplina dentro de las filas del Ejército Imperial. En efecto, varios simpatizantes de la Kōdōha fueron sentenciados a muerte en juicios secretos, incluyendo a Ikki Kita, y otros fueron purgados de las filas militares. El incidente del 26 de febrero también sirvió para debilitar aún más al gobierno civil, y desde entonces los políticos fueron incapaces de formar un gobierno sin contar con la aprobación de los cabecillas del ejército.
Mientras tanto, Manchuria era convertida en un trampolín de operaciones militares contra el norte de China por oficiales nipones que actuaban sin autorización. El mayor general Kenji Doihara lideraba a todos, y llevaba varios meses instigando a varios señores de la guerra y oficiales chinos a romper con el gobierno del Kuomintang y a declarar la autonomía de las cinco provincias norteñas de China. Aunque el gobierno japonés le ordenó suspender estas maniobras políticas, Doihara siguió conspirando, y pronto formó una especie de estado semiautónomo entre Manchukuo y China. Las relaciones sino-japonesas pronto alcanzaron un nuevo punto bajo, y se generó fricción entre las tropas de ambos países presentes en China.

### Segunda guerra sino-japonesa

Avance japonés en China en 1940

Finalmente, después del Incidente del Puente de Marco Polo en 1937, el Generalísimo Chiang Kai-shek decidió finalmente hacerle frente a Japón. En aquella época, China contaba con 80.000 soldados de élite, entrenados por alemanes, y un ejército de 1.7 millones de hombres, aunque la mayoría de estos no poseían entrenamiento alguno.
A pesar de estas mejoras chinas, los ataques japoneses hicieron retroceder a las fuerzas chinas al centro y al sur. En la batalla de Shanghái, los chinos nacionalistas ofrecieron su primera resistencia seria, aunque perdieron sus mejores tropas. La entrada de tropas japonesas en Nankín, conocida como la masacre de Nankín, es considerado uno de los episodios más oscuros de esta guerra, debido a la cantidad de matanzas y violaciones de civiles chinos en la ciudad.
A inicios de la Segunda Guerra Mundial, China no contaba con apoyo directo internacional, y el gobierno se había trasladado a la remota ciudad de Chongqing, mientras que el ejército japonés ocupaba la mayor parte de la franja costera oriental de China, controlando los principales centros de producción económica. No obstante, esta guerra influyó de manera importante en eventos posteriores: en primer lugar, la fuerte resistencia china y la negativa a rendir sus fuerzas frustraron todas las esperanzas japonesas de una victoria rápida en China, por lo que continuaron buscando territorios de fácil expansión en el norte, controlado por la Unión Soviética, y luego en el sur, controlado por las naciones europeas. Finalmente, el Imperio de Japón se dirigiría al sureste, chocando directamente con los intereses de Estados Unidos, que impondría un embargo económico al Japón, a la postre principal detonante del ataque a Pearl Harbor. En segundo lugar, las fuerzas del Partido Comunista obtuvieron un respiro del hostigamiento que recibían de las fuerzas del Kuomintang, y durante la guerra ganaron territorio. Al finalizar la guerra, expulsarían a las fuerzas del Kuomintang, con apoyo soviético, a Taiwán.
La entrada de los Estados Unidos en la guerra en 1941 frenó el avance japonés en China, aunque el Imperio de Japón continuó controlando los territorios conquistados, e incluso, en 1944, logró lanzar una ofensiva exitosa hacia el sur de China (véase Operación Ichi Go).